# Jack Murphy
Œuvres principales
Jack Murphy est un parolier et compositeur, principalement connu pour ses comédies musicales. Il collabore régulièrement avec le compositeur Frank Wildhorn.

## Œuvres
- 1997 : Silver Dollar – paroles de Mary Bracken Phillips[1]
- 1998 : The Civil War – musique de Frank Wildhorn ; livret de Frank Wildhorn et Gregory Boyd
- 1999 : Swing! – parolier sur les chansons I'm Gonna Love You Tonight et Boogie Woogie Country
- 2005 : Waiting for the Moon – musique de Frank Wildhorn ; revival en 2012 sous le titre Zelda – An American Love Story ; revival japonais en 2015 sous le titre de Scott & Zelda
- 2006 : Rudolf – musique de Frank Wildhorn, paroles additionnelles par Nan Knighton et Steve Cuden
- 2008 : Carmen –  musique de Frank Wildhorn
- 2009 : The Count of Monte Cristo – musique de Frank Wildhorn
- 2011 : Mitsuko – collaboration avec Frank Wildhorn et Shūichirō Koike
- 2015 : Death Note: The Musical – musique de Frank Wildhorn[2]
- 2009 : Wonderland – musique de Frank Wildhorn[3]
- 2016 : Mata Hari – musique de Frank Wildhorn
- 2018 : The Man Who Laughs – musique de Frank Wildhorn